# Seneca (Carolina do Sul)
Seneca é uma cidade localizada no estado norte-americano da Carolina do Sul, no Condado de Oconee.

## Demografia
Segundo o censo norte-americano de 2000, a sua população era de 7652 habitantes.
Em 2006, foi estimada uma população de 8030, um aumento de 378 (4.9%).

## Geografia
De acordo com o United States Census Bureau tem uma área de
18,4 km², dos quais 18,3 km² cobertos por terra e 0,1 km² cobertos por água. Seneca localiza-se a aproximadamente 302 m acima do nível do mar.

## Localidades na vizinhança
O diagrama seguinte representa as localidades num raio de 16 km ao redor de Seneca.